# Хамерфест
Хамерфест (норв. Hammerfest) је град у Норвешкој. Град је у оквиру покрајине Северне Норвешке и други по величини град, али не седиште округа Финмарк (то је мањи Вадсе).
Хамерфест је познат као најсевернији град у Норвешкој и целој Европи.

## Географија
Град Хамерфест се налази у крајње северном делу Норвешке и најсевернији је град у држави. Од главног града Осла град је удаљен 2.050 km северно од града. Сходно томе, главна веза са Ослом и остатком Норвешке је путем авио-веза.
Хамерфест се налази на северној обали Скандинавског полуострва, готово на отвореном мору. Град се образовао на острву Квалеја, које је данас спојено са копном. Насеље је стешњено између мора и острвских висија. Сходно томе, надморска висина града иде од 0 до 90 м надморске висине.

## Историја
Први трагови насељавања на месту данашње Хамерфеста јављају се у доба праисторије. Данашње насеље јавља још у средњем веку и традиционално је било место окупљања и трговине на крајњем северу Европе. Због значаја Хамерфест је добио градска права 1789. године, па је то најстарији град на северу Норвешке.
Током петогодишње окупације Норвешке (1940—45) од стране Трећег рајха Хамерфест и његово становништво су значајно страдали, посебно на почетку рата, бомбардовањем од стране Луфтвафеа, када је град потпуно уништен.

## Становништво
Данас Хамерфест има око 7 хиљада у градским границама и 10 хиљада на подручју општине. До пре пар деценија број становника у граду је опадао по годишњој стопи од близу 0,5%. Међутим, почетак експлоатације природног гаса у окружењу града довео до новог процвата града и привлачења новог становништва.

## Привреда
Привреда Хамерфеста се заснива на коришћењу ресурса норвешког дела Арктика. Традиционалне делатности су риболов и поморство, а данас се све више развијају трговина и услуге.
Последњих деценија веома важан је туризам, повезан са положајем најсевернијег града у Европи.
Такође, пре пар година започета је експлоатација природног гаса у окружењу града, што је додатно поспешило развој градске привреде. Велико постројење за природни гас изграђено је на оближњем острвцету Мелкеја.

## Збирка слика
- Градско језгро
- Градска кућа Хамерфеста
- Градска црква
- Острво Мелкеја са постројењима за природни гас